# Rachid ad-Din Sinan
Rachid ad-Din Sinan est une personnalité ismaélienne de la secte des Nizârites ayant repris à son compte le titre de Vieux de la Montagne durant sa chefferie en Syrie, autour de la forteresse de Masyaf en 1163.
C'est le chef haschaschîn sans doute le plus reconnu et le plus craint après Hassan ibn al-Sabbah. À la mort de ce dernier, Rachid ad-Din Sinan prend à son tour le nom de "Vieux de la Montagne". Au cours du XIIe siècle, les alliances entre sunnites, chrétiens et nizarites se font et défont au gré des enjeux de chacun des partis. Saladin, à la suite de plusieurs tentatives d'assassinat contre lui, décide d'assiéger Masyaf en 1176, mais il renonce à prendre la ville après avoir conclu un pacte avec les Assassins dont le contenu reste secret.
Deux légendes existent autour de cet accord. Selon la première, Rachid ad-Din Sinan aurait envoyé une lettre à l'oncle de Saladin l'informant que toute la famille de ce dernier serait tuée si Saladin ne renonçait pas au siège. La seconde, plus romancée, raconte que Rachid ad-Din Sinan, absent au moment de l'encerclement de la forteresse, serait apparu non loin du camp des assaillants. Saladin, sachant cela, décida d'envoyer une troupe pour se saisir du chef rebelle. Mais en approchant de leur ennemi, les soldats furent soudain paralysés et incapables du moindre geste. Rentrant au camp, ils mirent au courant leur maître de leur mésaventure et l'informèrent que Rachid ad-Din Sinan souhaitait le rencontrer. Inquiet de ce présage, Saladin renforça sa protection et fit répandre autour de sa tente de la chaux et des cendres afin de détecter toute trace de pas. En pleine nuit, il se réveilla et aperçut un visage inconnu à proximité de sa couche, avant que la silhouette ne s'enfuie. Alertée, la garde entra dans la tente mais ne constata aucune présence, excepté celle d'une galette empoisonnée sur le lit, accompagnée d'un papier où Saladin put lire : "Tu es en notre pouvoir". Le lendemain il leva le siège.
Les informations contemporaines, notamment sur la doctrine de la secte, sont souvent peu fiables et attribuaient toutes sortes de meurtres aux Assassins (ce qui les arrangeait parfois). Stanislas Guyard a publié, au XIXe siècle, à partir de manuscrits parisiens, quelques sources, des fragments sur la doctrine religieuse de Sinan et une hagiographie d'Abu Firas, qui, dans le style de l'époque, font également état de prétendus miracles de Sinan.

## Mentions dans la culture populaire
- Knight Crusader de Ronald Welch (1954)
- Assassin's Creed
- A Blaze Of Silver de K.M. Grant
- Lion's Bride et * "The Treasure" d'Iris Johanssen
- The Walking Drum de Louis L'Amour
- Standard of Honor de Jack Whyte
- Devil's bargain de Judith Tarr
- Les Chevaliers du Royaume, roman de David Camus (2005)
- Le Pendule de Foucault, roman d'Umberto Eco (1988)
- Fate Stay Night, roman graphique du studio Type Moon (2004)
- "Bones of the Hills", roman de Conn Iggulden (2008)